# Rui Jorge
Rui Jorge (* 27. März 1973 in Vila Nova de Gaia; vollständiger Name Rui Jorge de Sousa Dias Macedo Oliveira) ist ein ehemaliger portugiesischer Fußballspieler und heutiger -trainer. Er trainiert die portugiesische U-21-Fußballnationalmannschaft.

## Karriere als Fußballspieler

### Verein
Im Jugendbereich durchlief Jorge seit 1982 die verschiedenen Altersstufen des FC Porto. In der Saison 1990/91 kam er zu seinen ersten Profieinsätzen für die Drachen. In seinem ersten Jahr konnte der nationale Pokal gewonnen werden. Schon vor Ligastart sicherte sich Porto den Super-Cup. Somit konnte Jorge schon früh in seiner Karriere Triumphe feiern. Da er meist die Rolle des Ergänzungsspielers innehatte, entschied er sich zu einem Wechsel. In der Spielzeit 1991/92 schloss er sich dem unterklassigen Verein Rio Ave FC an. Für Rio Ave war er sowohl im Nachwuchsbereich, als auch im Kader der 1. Mannschaft am Ball. Ein Jahr später erfolgte die Rückkehr nach Porto. Von da an entwickelte sich der Linksverteidiger immer mehr zu einer tragenden Säule der Mannschaft und konnte mit ihnen länderinterne Titel gewinnen. Neben den Meisterschaften 1993, 1995, 1996, 1997 und 1998, wurde der Pokal 1994 und 1998 sowie der Super-Cup 1992, 1993, 1996 und 1997 gewonnen. Nach dem Gewinn des nationalen Triples 1997/98 sicherte sich Sporting Lissabon die Dienste Jorges. Mit den Löwen wurden weitere Titel gesammelt. Wie auch schon in Porto, war Jorge in Lissabon Leistungsträger und Führungsspieler. In seiner letzten Saison mit den Grün-Weißen drang das Team bis ins Endspiel um den UEFA-Pokal vor. Dort unterlag man am 18. Mai 2005 dem russischen Vertreter ZSKA Moskau. Jorge wurde in diesem Finale nicht eingesetzt. Um seine Karriere ausklingen zu lassen, wechselte er innerhalb der Hauptstadt zu Belenenses und lief noch ein Jahr für die Törtchen auf.

### Nationalmannschaft
Jorge vertrat in diversen Jugendmannschaften die Farben seines Landes. Mit der U-21 Portugals verlor er 1994 das Finale der Europameisterschaft mit 1:2 gegen Italien. 1996 war er Teilnehmer an den Olympischen Spielen in Atlanta, wo der vierte Platz erreicht wurde.
Obwohl er bereits 1994 gegen Norwegen in einem Freundschaftsspiel sein Debüt in der A-Nationalmannschaft gab, musste er lange warten, bis er zu regelmäßigen Einsätzen kam. Erst als Jorge 1998 zu Sporting Lissabon wechselte, wurde er zur Stammkraft der Portugiesen. Für die Europameisterschaft 2000, der Weltmeisterschaft 2002 und der Europameisterschaft 2004 wurde er in den portugiesischen Kader berufen.

### Erfolge
- Portugiesischer Meister: 1992/93, 1994/95, 1995/96, 1996/97, 1997/98, 1999/2000, 2001/02
- Portugiesischer Pokalsieger: 1990/91, 1993/94, 1997/98, 2001/02
- Portugiesischer Supercupsieger: 1991, 1994, 1995, 1997, 2001, 2003

## Karriere als Trainer
Jorge begann seine Trainerkarriere 2006 als Jugendtrainer bei Belenenses Lissabon, 2009 übernahm er dort für ein halbes Jahr die erste Mannschaft, nach dem kurzfristigen Rauswurf von Trainer Jaime Pacheco.
Seit dem 19. September 2010 ist Jorge Trainer der Portugiesischen U-21 Fußballnationalmannschaft. Mit der U-21-Nationalmannschaft erreichte er 2015 bei der EM-Endrunde das Endspiel, das man im Elfmeterschießen gegen Schweden verlor.